# Headlong
Headlong reprezintă o melodie a trupei britanice de rock, Queen. Compusă de Brian May, a fost lansată ca al treilea single din albumul Innuendo. Melodia urma să fie înregistrată de Brian May pentru următorul săau album solo Back to the Light (1992), însă când l-a auzit pe Freddie Mercury cântând acea melodie, el a decis ca piesa Headlong să fie creditată trupei Queen.
Videoclipul piesei a fost unul dintre ulimele videoclipuri ale trupei britanice, în care apare și vocalistul Freddie Mercury. Videoclipul a fost filmat cu 12 luni înainte ca Freddie Mercury să moară de SIDA.

## Personal
- Freddie Mercury - voce
- Brian May - chitară electrică, pian, clape, voce
- Roger Taylor - tobe, voce
- John Deacon - chitară bas

## Clasament
| Clasament (1991)            | Poziție vârf | Total număr de săptămâni |
| --------------------------- | ------------ | ------------------------ |
| Canadian Singles Chart      | 25           | 11                       |
| Dutch Singles Chart         | 43           | 8                        |
| Irish Singles Chart         | 25           | 2                        |
| UK Singles Chart            | 14           | 4                        |
| U.S. Mainstream Rock Charts | 3            | 10                       |